# Angelica May
Pour les articles homonymes, voir May.
Angelica May, également connue sous le nom d'Angelica Petry-May, est une violoncelliste allemande née le 17 septembre 1933 à Reutlingen et morte le 8 janvier 2018.

## Biographie
Angelica May naît le 17 septembre 1933 à Reutlingen, au sein d'une famille de musiciens,.
Elle étudie d'abord le piano et le violon avant le violoncelle à la Musikhochschule de Stuttgart, où elle est élève de Ludwig Hoelscher et Walter Reichardt, et se perfectionne avec Pablo Casals à Zermatt et Prades en 1954-1955,.
À partir de 1960, Angelica May fait carrière comme soliste et se distingue dans un répertoire original. Elle forme avec le pianiste Leonard Hokanson (en) et le violoniste Kurt Guntner (de) l'Odeon-Trio, avec lequel elle enregistre notamment les trios de Brahms, exhume en 1977 le Concerto pour violoncelle op. 3 de Paul Hindemith, qui n'avait pas été rejoué depuis sa création en 1916, et se produit dans des œuvres de Werner Egk, notamment la Canzona pour violoncelle et orchestre qu'elle crée en 1982, et Gottfried von Einem,. 
Comme interprète, elle joue sur un instrument Guarnerius de 1689. 
Comme pédagogue, Angelica May enseigne à la Hochschule für Musik de Düsseldorf puis, à compter de 1984, à l'Académie de musique de Vienne,.
Elle meurt le 8 janvier 2018.